# LAC Erdgas Chemnitz
Легкоатлетический клуб «Природный газ Хемниц» — спортивный клуб в Хемнице (Германия), 469 членов (2009), содержит 5 штатных и 10 приходящих тренеров.
Место тренировок — спортивный комплекс Хемниц. Президент клуба — Петер Сейферт, 1-й председатель — Йенс Карловиц, генеральный директор — Томас Шёнлебе.
Образован в 1993 году путём объёдинения легкоатлетической секции спортивного клуба Хемниц и физкультурного общества Хемниц. Первоначально назывался «Легкоатлетический клуб Хемниц», своё нынешнее название получил в 1998 году.

## Известные спортсмены
- Йенс Карловиц (бег на 400 метров, эстафета 4×400 метров)
- Хайке Дрекслер (бег на 100 и 200 метров, прыжки в длину)
- Келлер, Мартин[нем.] (бег на 100 метров)
- Лидер, Рико[нем.] (бег на 400 метров, эстафета 4×400 метров)
- Мейсснер, Хайке[нем.] (бег на 400 метров с барьерами)
- Нойберт, Яна[нем.] (бег на 400 метров)
- Поллмахер, Андре[нем.] (бег на 5000 и 10 000 метров)
- Ридель, Ларс (метание диска)
- Шёнлебе, Томас (бег на 400 метров, эстафета 4×400 метров)
- Давид Шторль (толкание ядра)
- Тидтке, Сюзен[нем.] (прыжки в длину)
- Ильке Вилудда (метание диска)